# Eberhard L. Betz
Eberhard Ludwig Betz (* 10. Juni 1926 in Holzhausen/Burbach; † 16. März 2022 in Tübingen) war ein deutscher Physiologe und Autor.

## Leben und Wirken
Eberhard L. Betz besuchte die Volksschule in Holzhausen (Burbach) und das Gymnasium in Dillenburg. Erst nach dem Zweiten Weltkrieg konnte er 1947 die Abiturprüfung ablegen. Zuvor leistete er Wehr- und Arbeitsdienst, von 1945 bis 1946 war er in französischer Kriegsgefangenschaft. Von 1947 bis 1953 studierte er Medizin an der Philipps-Universität Marburg, promovierte dort 1953 und erhielt die Approbation als Arzt. Er war Mitglied der Studentenverbindung ATV Marburg im ATB. In den Jahren von 1953 bis 1959 folgte die Tätigkeit als wissenschaftlicher Assistent an der Medizinischen Universitätsklinik Marburg/L., anschließend bis 1964 als Assistent am Physiologischen Institut der Universität Marburg/L., unterbrochen durch ärztliche Tätigkeit bei der Deutschen Bundesbahn und am Krankenhaus in Alsfeld. 1964 habilitierte sich Betz an der Universität Marburg für das Fach Physiologie. 1967 wurde er auf eine außerordentliche Professur für Klinische Physiologie an der Eberhard Karls Universität Tübingen berufen. Von 1968 bis zu seiner Emeritierung im Jahre 1993 leitete er hier das Physiologische Institut und widmete sich u. a. der Arterioskleroseforschung.  1989/1990 war er Dekan der damaligen Fakultät für Theoretische Medizin.
Neben seinen wissenschaftlichen Veröffentlichungen verfasste Betz in seinem Ruhestand zahlreiche belletristische Werke, die inhaltlich und sprachlich zum Teil auf seine Heimat, das Siegerland, Bezug nehmen.

## Schriften (Auswahl)
- Untersuchungen zur Dynamik des Kreislaufs bei passivem Lagewechsel. Medizinische Dissertation Universität Marburg/L. 1953.
- Die lokale Gehirndurchblutung im akuten und chronischen Experiment. Habilitationsschrift Universität Marburg/L. 1964/1965.
- als Mithrsg: Pharmakologie der lokalen Gehirndurchblutung. Werk-Verlag, München-Gräfelfing 1969.
- als Hrsg.: Vascular smooth muscle. Springer, Berlin 1972.
- Klaus D. Mörike, Eberhard Betz, Walter Mergenthaler: Physiologie des Menschen. Ein Lehrbuch der Anatomie, Physiologie und Entwicklungsgeschichte des Menschen. 7. Auflage. Quelle & Meyer, Heidelberg 1973, ISBN 3-494-00268-1 (15. Auflage 2007).
- als Hrsg.: Ionic actions on vascular smooth muscle. Springer, Berlin 1976, ISBN 3-540-07836-3.
- mit Klaus D. Mörike: Prüfungsfragen und Antworten zur "Biologie des Menschen". Quelle & Meyer, Heidelberg 1977, ISBN 3-494-00910-4 (2. Auflage 1985).
- als Mithrsg: Pathophysiology and pharmacotherapy of cerebrovascular disorders. Witzstrock, Baden-Baden 1980, ISBN 0-87921-148-5.
- als Mithrsg: Das Gefässendothel. Wiss. Verlagsgesellschaft, Stuttgart 1981, ISBN 3-8047-0641-X.
- als Mithrsg: Nimodipine.  Pharmacological and clinical properties. Schattauer, Stuttgart 1985, ISBN 3-7945-0993-5.
- als Hrsg.: Frühveränderungen bei der Atherogenese. Zuckschwerdt, München 1987, ISBN 3-88603-237-X.
- als Hrsg.: Die Anwendung aktueller Methoden in der Arteriosklerose-Forschung. Physiologisches Institut, Universität Tübingen 1989.

Festschrift
- Helmut Heinle (Hrsg.): Arterioskleroseforschung - eine unendliche Geschichte? Zur Emeritierung von Herrn Professor Dr. Eberhard Betz. Attempto-Verlag, Tübingen 1992, ISBN 3-89308-171-0.

Belletristische Werke
- Wie Bäume im Sturm. Zwei Erzählungen. Westerwald-Verlag, Greifenstein 1995, ISBN 3-9804160-1-1.
- Bauernkappe - Fürstenhut. Roman. Westerwald-Verlag, Greifenstein 1996, ISBN 3-9804160-5-4.
- Arzt auf dunklem Pfad. DGAF-Verlag, Tübingen 1997, ISBN 3-9804191-3-4.
- Lebenswende am Zoller. Historische Erzählung. ABG-Verlag, Ettlingen 2000.
- kleingeschriebener tag. Roman. ABG-Verlag, Ettlingen 2000, ISBN 3-9807013-0-1.
- Stetten und Ingen. Books on Demand, Norderstedt 2001, ISBN 3-8311-2237-7.
- Malukkes Experiment. Roman. Buchh. Rübezahl, Dillenburg 2005, ISBN 3-00-017686-1.
- Hüttenplatz. Mord und Erinnerung. Erzählungen. Weidenbach, Dillenburg 2005.